# 普吕多马
普吕多马（法語：Prudhomat，法語發音：[pʁydɔma]）是法国洛特省的一个市镇，位于该省北部偏东，属于菲雅克区。

## 地理
普吕多马（44°53'56"N, 1°48'46"E）面积12.39 平方千米，位于法国奧克西塔尼大區洛特省，该省份为法国西南部内陆省份，北起顺时针与科雷兹省、康塔爾省、阿韦龙省、塔恩-加龙省、洛特-加龍省和多尔多涅省接壤。
与普吕多马接壤的市镇（或旧市镇、城区）包括：欧图瓦尔、布勒特努、然特拉克、日拉克、卢布勒萨克、圣米歇尔卢贝茹、托里亚克。

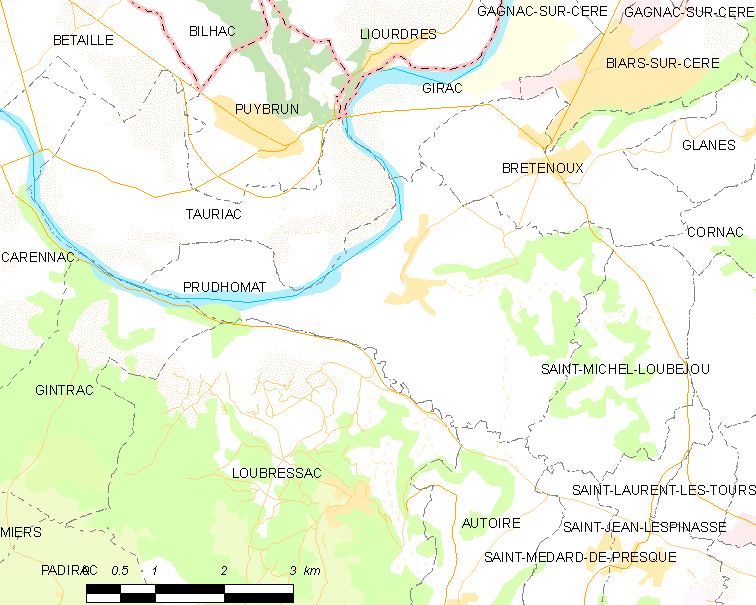
普吕多马的OSM定位图

普吕多马的时区为UTC+01:00、UTC+02:00（夏令时）。

## 行政
普吕多马的邮政编码为46130，INSEE市镇编码为46228。

## 政治
普吕多马所属的省级选区为塞尔-塞加拉县。

## 人口

1962-2008年间普吕多马人口变化图示

普吕多马于2022年1月1日时的人口数量为735人。